# Deiparae Virginis Mariae
Die Enzyklika Deiparae Virginis Mariae von Papst Pius XII. war eine Anfrage an die Bischöfe des Erdkreises. Sie wurde am 1. Mai 1946 veröffentlicht und behandelte die Möglichkeit eines Dogmas der Aufnahme Mariens in den Himmel.
Diese Enzyklika wird in der Reihe der „Marianischen Enzykliken“ als zweite „Marianische Enzyklika“ genannt. Ihr voraus ging die Enzyklika Ad diem illum laetissimum (1904) von Papst Pius X.

## Eine Anfrage
Eines der ersten Ziele von Papst Pius XII. war die Förderung der Marienverehrung, doch der Ausbruch des Zweiten Weltkriegs verzögerte seine Pläne. Als der Krieg vorüber war, erließ Pius XII. im Jahre 1946 die Enzyklika. In diesem Schreiben blickte er darauf zurück, wie die Katholiken den Vatikan seit nunmehr fast 100 Jahren gebeten hatten, die leibliche Aufnahme Marias in den Himmel offiziell zu erklären.

## Eine Bitte um Stellungnahme
Papst Pius XII. bat die Bischöfe dann um ihre Stellungnahme zu dieser Sache:
Seid ihr, Ehrwürdige Brüder, vermöge eurer hervorragenden Einsicht und Klugheit der Meinung, daß die leibliche Aufnahme Marias in den Himmel als Glaubenssatz vorgelegt und definiert werden kann? Und wünscht ihr dies mit eurem Klerus und eurem Volk?

## Die Grundlage zum Dogma
Die Enzyklika war keine beiläufige Einladung an die Bischöfe, ihre Meinung abzugeben, sondern der Ausgangspunkt eines feierlichen kollegialen Prozesses. Der Papst wollte wissen, ob die Bischöfe es als angemessen erachten, den Glauben an die Himmelfahrt Mariens als Dogma des römisch-katholischen Glaubens einzuordnen – als unfehlbar definierte Lehre, die Katholiken glauben müssen.